# Diretor-Geral da Organização Mundial da Saúde

Bandeira da Organização Mundial da Saúde.

Logo, em inglês, da Organização Mundial da Saúde.

Diretor-geral da Organização Mundial da Saúde (OMS) é o cargo incumbido de dirigir a Organização Mundial da Saúde, sendo nomeado e responsável pela Assembleia Mundial da Saúde (AMS). O atual diretor-geral é Tedros Adhanom, nomeado em 1 de julho de 2017.

## Processo de seleção
Os candidatos a diretor-geral podem ser propostos pelos Estados membros, depois indicados pelo Conselho Executivo e nomeados pela Assembleia Mundial da Saúde .
O mandato do diretor-geral é de cinco anos. Os titulares de cargos podem ser e foram nomeados para vários mandatos subsequentes, como é o caso do brasileiro Marcolino Gomes Candau que cumpriu quatro mandatos consecutivos. O diretor-geral é normalmente nomeado em maio, quando a OMS se reúne.

## Lista de diretores-gerais da OMS
| Nº | Imagem | Nome                   | Nacionalidade | Mandato         | Notas                                                                         |
| -- | ------ | ---------------------- | ------------- | --------------- | ----------------------------------------------------------------------------- |
| 1  |        | Brock Chisholm         | Canadá        | 1948–1953       | Primeiro diretor-geral da OMS                                                 |
| 2  |        | Marcolino Gomes Candau | Brasil        | 1953–1973       | Primeiro diretor-geral reeleito Diretor-geral com maior tempo no cargo        |
| 3  |        | Halfdan T. Mahler      | Dinamarca     | 1973–1988       | Primeiro diretor-geral europeu                                                |
| 4  |        | Hiroshi Nakajima       | Japão         | 1988–1998       | Primeiro diretor-geral asiático                                               |
| 5  |        | Gro Harlem Brundtland  | Noruega       | 1998–2004       | Primeira diretora-geral                                                       |
| 6  |        | Lee Jong-wook          | Coreia do Sul | 2004–2006       |                                                                               |
| -  |        | Anders Nordström       | Suécia        | 2006–2007       | Diretor-Geral interino após a morte de Lee Jong-wook enquanto estava no cargo |
| 7  |        | Margaret Chan          | Hong Kong     | 2007–2017       |                                                                               |
| 8  |        | Tedros Adhanom         | Etiópia       | 2017–atualidade | Primeiro diretor-geral africano                                               |